# Назаров, Михаил Георгиевич
Михаи́л Гео́ргиевич Наза́ров (15 июня 1931, хутор Маринский, Нижне-Волжский край — 25 июня 2008, Москва) — советский и российский государственный деятель, экономист. Доктор экономических наук, профессор, заслуженный деятель науки Российской Федерации, лауреат Премии Правительства РФ в области образования.

## Биография
Родился 15 июня 1931 года в хуторе Маринский, Еланский район, Нижне-Волжский край, РСФСР, СССР.
- 1940—1947 учёба в семилетней школе хутора Николаевка Вязовского района Сталинградской области.
- 1943—1947 работа в колхозе «Большевик» (рабочий, учетчик производственной бригады).
- 1947—1950 учёба в Сталинградском статистическом техникуме ЦСУ СССР.
- 1950—1954 учёба в Московском экономико-статистическом институте (МЭСИ).
- 1954—1958 работа во Всесоюзном заочном экономическом институте (ВЗЭИ) (ассистент кафедры статистики и математики).
- 1958—1960 учёба в Московском экономико-статистическом институте (МЭСИ) (аспирант).
- 1960—1961 работа в Министерстве высшего и среднего специального образования РСФСР (старший экономист).
- 1961—1962 работа во Всесоюзном заочном финансово-экономическом институте (ВЗФЭИ) (заместитель декана факультета экономики промышленности, доцент кафедры статистики).
- 1962—1973 работа в редакции Еженедельника ЦК КПСС «Экономическая газета» (заведующий отделом).
- 1973—1984 работа в Совете Министров РСФСР (помощник Председателя Совета Министров РСФСР по экономическим и социальным вопросам).
- 1984—1986 работа в Секретариате СЭВ (заведующий отделом статистики).
- 1986—1988 работа в Совете Министров РСФСР (заведующий Экономическим отделом).
- 1988—1991 работа в Бюро Совета Министров СССР по социальному развитию (заведующий Сводным отделом)
- 1990 персональный пенсионер союзного значения.
- 1991—1993 работа в ЗАО «Финансовый инжиниринг» (консультант).
- 1993—2001 работа в издательстве «Финстатинформ» (Председатель Совета директоров, генеральный директор).
- 1995—1997 работа в Институте статистики и экономических исследований (ИСЭИ)(директор).
- 2001—2002 работа во Всесоюзном заочном финансово-экономическом институте (ВЗФЭИ) (заведующий кафедрой статистики).
- 2003—2008 работа в Академии бюджета и казначейства Министерства финансов РФ (АБиК) (заведующий кадедрой «Статистика»).

Умер 25 июня 2008 года в Москве. Похоронен на Новодевичьем кладбище (участок № 2р-35, могила № 8).

## Научно-педагогическая деятельность
- 1954—1958 ассистент кафедры статистики и математики Всесоюзного заочного экономического института (ВЗЭИ)
- 1958—1960 аспирант кафедры экономической статистики Московского экономико-статистического института (МЭСИ)
- 1960 защитил диссертацию на соискание ученой степени кандидата экономических наук
- 1962 утверждён в учёном звании доцента
- 1961—1962 доцент кафедры статистики, заместитель декана факультета экономики промышленности Всесоюзного заочного финансово-экономического института (ВЗФЭИ)
- 1973 защитил диссертацию на соискание ученой степени доктора экономических наук
- 1973 утверждён в учёном звании профессора
- 1973—1982 профессор кафедры экономической статистики Московского экономико-статистического института (МЭСИ)
- 1982—1986 заведующий кафедры статистики Московского финансового института (МФИ)
- 1986—1988 профессор кафедры экономической статистики Московского экономико-статистического института (МЭСИ)
- 1993 академик Международной академии информатизации
- 1993—2001 профессор кафедры статистики Всесоюзного заочного финансово-экономического института (ВЗФЭИ)
- 1995—1997 председатель научно-методологического совета Госкомстата России
- 2001 действительный член (академик) Российской академии естественных наук
- 2001—2002 заведующий кафедрой статистики Всесоюзного заочного финансово-экономического института (ВЗФЭИ)
- 2003—2008 заведующий кадедрой «Статистика» Академии бюджета и казначейства Министерства финансов РФ (АБиК)

## Общественная деятельность
- председатель секции статистики Центрального Дома учёных Российской академии наук
- член Экономического совета при Правительстве Российской Федерации
- член Общественного совета Федеральной службы государственной статистики
- член научно-методического совета по заочному образованию Министерства образования и науки Российской Федерации
- член ученого совета НИПИстатинформ Госкомстата России
- член специализированного совета по защите докторских диссертаций Московского экономико-статистического института (МЭСИ)
- член специализированного совета по защите докторских диссертаций Академии бюджета и казначейства Министерства финансов РФ (АБиК)
- член специализированного совета по защите кандидатских диссертаций Российской Экономической Академии им. Г. В. Плеханова
- член редакционной коллегии статистических ежегодников и сборников Федеральной службы государственной статистики
- член редакционной коллегии журнала «Вопросы статистики»
- член Союза журналистов СССР с 1966 года
- член профсоюза работников госучреждений с 1947 года
- член ВЛКСМ с 1948 по 1957 год
- член КПСС с 1958 года

## Достижения

Могила Назарова на Новодевичьем кладбище Москвы.

М. Г. Назарова был ведущим в России специалистом в области социально-экономической статистики. Он разработал основные направления социально-экономической статистики (1981), программы дисциплины и курса для студентов и преподавателей ВУЗов, выступал по различным проблемам социально-экономической статистики со статьями в журналах «Вопросы экономики», «Вопросы статистики», «Вестник статистики», с докладами на научных совещаниях и конференциях ВУЗов, коллегиях ЦСУ, Госкомстата России и Росстата, Всероссийском совещании статистиков, а также на научных совещаниях в Польше (1970 г.), Чехословакии (1971), Болгарии (1973), Германии (1995), создал учебник «Курс социально-экономической статистики» (1982), который выдержал 9 переизданий (1985, 2000, 2002, 2006, 2007, 2009, 2010, 2011).

## Награды
Государственные награды
- Почётное звание «Заслуженный деятель науки Российской Федерации» (2006)[4]
- Лауреат Премии Правительства Российской Федерации в области образования (2006)[5]
- Орден Дружбы народов (1981)
- Медаль «За трудовую доблесть» (1971)
- Медаль «Ветеран труда» (1986)
- Медаль «В память 850-летия Москвы» (1997)
- Юбилейная медаль «За доблестный труд. В ознаменование 100-летия со дня рождения Владимира Ильича Ленина» (1970)

Общественные награды
- Орден Русской православной церкви святого благоверного князя Даниила Московского III степени (2001)
- Бронзовая медаль ВДНХ (1972)
- Нагрудный знак ЦК ВЛКСМ «За отличную учёбу»
- Медаль ВЗФЭИ «За достижения в научно-педагогической деятельности» (2000)

Благодарности
- Благодарность Кабинета министров СССР (1991)
- Благодарность Совета министров РСФСР (1982)
- Благодарность Секретариата СЭВ (1986)
- Благодарность Министерства образования и науки Российской Федерации (2005)[6]
- Благодарность Академии бюджета и казначейства Министерства финансов РФ (АБиК) (2006)
- Благодарность еженедельника ЦК КПСС «Экономическая газета» (1963, 1973)
- Благодарность Всесоюзного заочного экономического института (ВЗЭИ) (1957, 1957)

Почётные грамоты
- Почётная грамота Федеральной службы государственной статистики (2006)
- Почётная грамота еженедельника ЦК КПСС «Экономическая газета» (1962, 1963, 1963, 1964, 1964, 1967, 1971, 1972)
- Почётная грамота Союза журналистов СССР (1967)

## Труды
- Назаров М. Г. За дальнейшее творческое развитие статистической науки//Вестник статистики,-1954, № 5
- Назаров М. Г. Статистика производительности труда в промышленности СССР: учебное пособие по курсу промышленной статистики. -М.: ВЗФЭИ, 1960
- Назаров М. Г., Луценко А. И. Общая и сельскохозяйственная статистика: учебник. -М.: Сельхозиздат, 1962
- Назаров М. Г., Борисова Е. Ф. и др. Политэкономический словарь. -М.: Политиздат, 1964
- Назаров М. Г., Луценко А. И. Общая и сельскохозяйственная статистика: учебник/ Перевод с русского/ на литовском языке. — Минтис Литовской ССР, 1966
- Назаров М. Г., Волков Н. И. Экономическая реформа в легкой промышленности. -М.: Легкая промышленность, 1968
- Назаров М. Г. и др. Производительность труда в легкой промышленности. -М.: Легкая промышленность, 1968
- Назаров М. Г., Луценко А. И. Общая и сельскохозяйственная статистика: учебник, 2-е изд. -М.: Колос, 1969
- Назаров М. Г., Лещинский М. И., Ряузов Н. Н. и др. Экономическая статистика: учебник. -М.: Статистика, 1971
- Назаров М. Г., Денисов В. И. Измерение и анализ производительности труда в текстильной промышленности. -М.: Легкая индустрия, 1971
- Назаров М. Г., Борисова Е. Ф. и др. Политэкономический словарь. 2-е изд. -М.: Политиздат, 1972
- Назаров М. Г. Многофакторный анализ производительности труда в текстильной промышленности. -М.: Легкая индустрия, 1975
- Назаров М. Г. Производительность труда в промышленности (Статистические методы измерения и анализа) -М.: Статистика, 1976
- Назаров М. Г. Производительность труда: измерение, анализ, резервы. -М.: Экономика, 1977
- Назаров М. Г., Ряузов Н. Н. и др. Экономическая статистика: учебник. -М.: Статистика, 1978
- Назаров М. Г. Резервы роста производительности труда. -М.: Профиздат, 1979
- Назаров М. Г., Волков Н. И. и др. Политическая экономия: словарь. -М.: Политиздат, 1979
- Назаров М. Г. и др. Статистика труда: учебное пособие. -М.: Финансы и статистика, 1981
- Назаров М. Г. и др. Социально-экономическая статистика: словарь. -М.: Финансы и статистика, 1981
- Назаров М. Г. Rezervy rastu produktivity prace. перевод с русского/на чешском языке. — Praca, 1981
- Назаров М. Г. и др. Курс социально-экономической статистики: учебник. — М.: Финансы и статистика, 1982
- Назаров М. Г. и др. Сборник задач по статистике труда: учебное пособие. -М.: Финансы и статистика, 1982
- Назаров М. Г., Костов И. Д. Производительность труда в развитом социалистическом обществе. -М.: Экономика, 1982
- Назаров М. Г., Костов И. Д. Производителността на труда и развтото соцциалистическо общество. перевод с русского/на болгарском языке. — София: Партиздат, 1982
- Назаров М. Г. и др. Практикум по курсу социально-экономической статистики: учебное пособие. -М.: Финансы и статистика, 1983
- Назаров М. Г. и др. Курс социально-экономической статистики: учебник. 2-е изд. — М.: Финансы и статистика, 1985
- Назаров М. Г. и др. Статистика финансов: учебник. -М.: Финансы и статистика, 1986
- Назаров М. Г. и др. Сборник задач по статистике финансов: учебное пособие. -М.: Финансы и статистика, 1987
- M.G. 纳扎罗夫主编 (Назаров М. Г. и др.); 等译. 铁大章. 社会经济统计辞典. She hui jing ji tong ji ci dian (Социально-экономическая статистика: словарь)./перевод с русского/ на китайском языке/ 中国统计出版社 : 新华书店北京发行所发行, [Peking] : Zhongguo tong ji chu ban she : Xin hua shu dian Beijing fa xing suo fa xing, 1988
- Назаров М. Г. и др. Социальная статистика: учебник. -М.: Финансы и статистика , 1988
- Назаров М. Г., Королев М. А. и др. Статистический словарь. 2-е изд. -М.: Финансы и статистика, 1989
- Назаров М. Г. и др. Финансово-экономический словарь. -М.: Финстатинформ, 1995
- Назаров М. Г., Юрков Ю. А. и др. Статистический словарь. -М.: Финстатинформ, 1996
- Назаров М. Г., Абалкин Л. И. и др. Курс переходной экономики: учебник. -М.: Финстатинформ, 1997
- Назаров М. Г. и др. Курс социально-экономической статистики: учебник. 3-е изд. -М.: Финстатинформ, ЮНИТИ-ДАНА, 2000
- Назаров М. Г. и др. Курс социально-экономической статистики: учебник. 4-е изд. -М.: Финстатинформ, Финансы и статистика, 2002
- Назаров М. Г. и др. Практикум по теории статистики: учебное пособие. -М.: АБиК, 2004
- Назаров М. Г. и др. Практикум по статистике финансов: учебное пособие. -М.: АБиК, 2004
- Назаров М. Г. и др. Статистика финансов: учебник. -М.: Омега-Л, 2005[9]
- Назаров М. Г. и др. Практикум по социально-экономической статистике: учебное пособие. -М.: АБиК, 2005
- Назаров М. Г. и др. Статистика: учебно-практическое пособие. -М.: КноРус, 2006
- Назаров М. Г. и др. Курс социально-экономической статистики: учебник, 5-е изд. -М.: Омега-Л, 2006[10]
- Назаров М. Г. и др. Статистика финансов: учебник. 3-е изд. -М.: Омега-Л, 2007
- Назаров М. Г. и др. Статистика финансов: учебник. 4-е изд. -М.: Омега-Л, 2007
- Назаров М. Г. и др. Курс социально-экономической статистики: учебник, 6-е изд. -М.: Омега-Л, 2007
- Назаров М. Г. и др. Статистика: электронный учебный курс. -М.: КноРус, 2008
- Назаров М. Г. и др. Статистика: учебно-практическое пособие, 2-е изд. -М.: КноРус, 2008
- Назаров М. Г. и др. Практикум по общей теории статистики: учебно-методическое пособие. -М.: КноРус, 2008
- Назаров М. Г. и др. Практикум по статистике финансов: учебное пособие. -М.: КноРус, 2009
- Назаров М. Г. и др. Практикум по социально-экономической статистике: уУчебно-методическое пособие. -М.: КноРус, 2009
- Назаров М. Г. и др. Статистика финансов: учебник. 5-е изд. -М.: Омега-Л, 2009
- Назаров М. Г. и др. Курс социально-экономической статистики: учебник, 7-е изд. -М.: Омега-Л, 2009
- Назаров М. Г. и др. Курс социально-экономической статистики: учебник, 8-е изд. -М.: Омега-Л, 2010
- Назаров М. Г. и др. Статистика финансов: учебник. 6-е изд. -М.: Омега-Л, 2010
- Назаров М. Г. и др. Общая теория статистики: учебник. -М.: Омега-Л, 2010
- Назаров М. Г. и др. Общая теория статистики: учебник. 2-е изд. -М.: Омега-Л, 2011
- Назаров М. Г. и др. Курс социально-экономической статистики: учебник, 9-е изд. -М.: Омега-Л, 2011